# Luna E-6 No.3

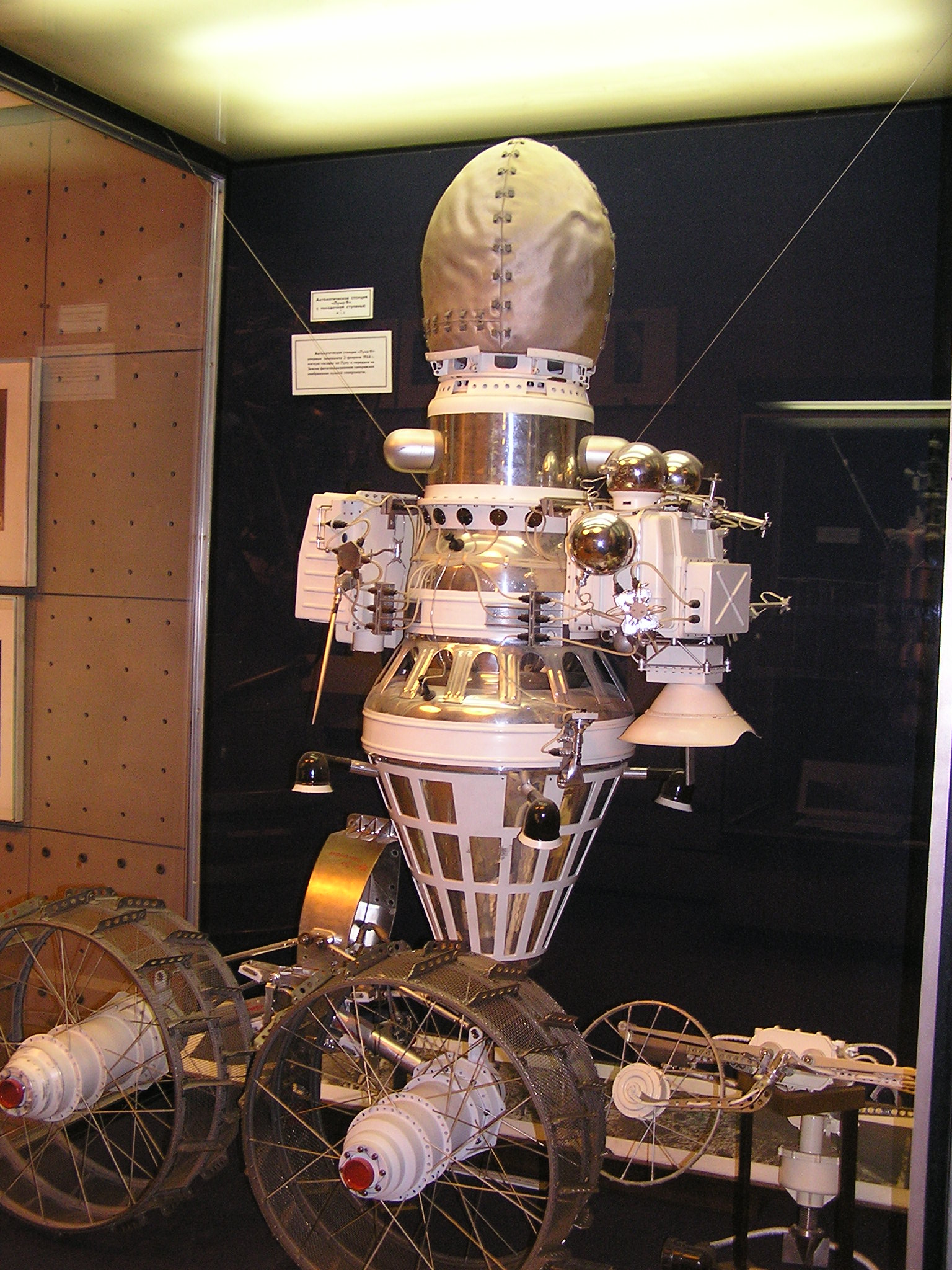
Uma espaçonave do tipo E-6.

A Luna E-6 No.3, em russo: Луна-4D, (identificada pela NASA como Luna 1963B), foi a segunda de doze missões usando a plataforma E-6, para o Programa Luna (um projeto soviético), tinha como objetivo, efetuar um pouso suave na Lua.
A Luna E-6 No.3, pesando 1.422 kg, foi lançada as 09:29:14 UTC de 3 de Fevereiro de 1963, por um foguete Molniya (8K78/E6 No G103-10), a partir da plataforma 1/5 do cosmódromo de Baikonur.
Um defeito num sensor do sistema giroscópico, resultou na perda de controle direcional do foguete, o que impediu a espaçonave de entrar em órbita, e reentrou na atmosfera momentos depois.